# Кізганбашево
Кізганба́шево (рос. Кизганбашево, башк. Киҙгәнбаш) — присілок у складі Балтачевського району Башкортостану, Росія. Входить до складу Нижньокаришевської сільської ради.
Населення — 158 осіб (2010; 216 у 2002).
Національний склад:
- удмурти — 59 %